# Pseudosphaeroma callidum
Pseudosphaeroma callidum är en kräftdjursart som beskrevs av Hurley och Jansen 1977. Pseudosphaeroma callidum ingår i släktet Pseudosphaeroma och familjen klotkräftor.
Artens utbredningsområde är havet kring Nya Zeeland. Inga underarter finns listade i Catalogue of Life.